# بخش مرکزی شهرستان گناباد
بخش مرکزی شهرستان گناباد یکی از بخش‌های شهرستان گناباد در استان خراسان رضوی ایران است.

## تقسیمات کشوری
- بخش مرکزی شهرستان گناباد
  - دهستان پس کلوت
  - دهستان حومه از جمله بهاباد

شهرها: بیدخت و گناباد

## جمعیت
بنابر سرشماری مرکز آمار ایران، جمعیت بخش مرکزی شهرستان گناباد در سال ۱۳۹۰ برابر با ۶۹٬۷۷۳ نفر بوده‌است.